# Anton Fliegerbauer
Anton Fliegerbauer (* 5. März 1940 in Westerndorf, Wallersdorf, Niederbayern; † 5. September 1972 in Fürstenfeldbruck) war ein deutscher Polizeibeamter der bayerischen Polizei, der im Dienst bei dem Münchner Olympia-Attentat, der Geiselnahme und Ermordung von israelischen Sportlern durch palästinensische Terroristen während der Olympischen Sommerspiele in München 1972, erschossen wurde. Eine gemeinnützige Stiftung mit seinem Namen wird eingerichtet.

## Leben
Fliegerbauer wuchs mit seinen beiden Geschwistern auf einem Bauernhof auf. Er besuchte die Landwirtschaftsschule, bevor er 1963 die Ausbildung bei der Polizei Bayern antrat. 1964 lernte Fliegerbauer seine zukünftige Frau kennen, die er 1966 heiratete. Zwei Jahre später wurde der gemeinsame Sohn Alfred geboren. 1970 wurde Fliegenbauer zum Polizeiobermeister im Dienst der Landeshauptstadt München befördert.

## Münchner Olympia-Attentat
Während der Olympischen Spiele in München 1972 wurde der Polizeiobermeister der Stadtpolizei München Anton Fliegerbauer einer Einsatzhundertschaft der Bayerischen Bereitschaftspolizei unterstellt.
Am 5. September wurde Fliegerbauer – weil guter Schütze – aus dem Urlaub zum Luftwaffenstützpunkt Fürstenfeldbruck befohlen, wo die bayerische Polizei geplant hatte, die neun israelischen Geiseln zu retten, die von acht Terroristen vom Schwarzen September in deren Gewalt gebracht worden waren.
Fliegerbauer nahm einen Posten innerhalb des Flughafengebäudes am Fuß des Kontrollturms direkt gegenüber ein, wo die zwei Bell-UH-1-Hubschrauber landeten, die die israelischen Geiseln und Terroristen transportierten.
Als sie feststellten, dass das bereitgestellte Lufthansa-Flugzeug keine Besatzung hatte, und eine Falle vermuteten, rannten der Anführer der Terroristen („Issa“ – Luttif Afif) und sein Stellvertreter („Tony“ – Yusuf Nazzal) zu den beiden Hubschraubern zurück. Drei Schützen der bayerischen Polizei, die auf dem Dach der Kontrolle stationiert waren, eröffneten das Feuer auf die sechs Terroristen vor den beiden Hubschraubern und auf Afif und Nazzal, die noch immer auf die Hubschrauber zuliefen. Dabei eröffnete Fliegerbauer, der sich noch im Flughafengebäude am Fuße des Kontrollturms befand, mit einer Maschinenpistole das Feuer auf den Terroristenführer und seinen Stellvertreter. Nach Simon Reeve, dem Autor von One Day in September, hatte Fliegerbauer weniger als die Hälfte der Kugeln seines Magazins abgefeuert, als ein zufälliger Schuss des Terroristen vom Schwarzen September durch das Fenster kam und ihn seitlich am Kopf traf.
In einem Kapitel mit dem Titel Death at the Munich Olympics (Tod bei der Olympiade in München) schrieb Kay Schiller, Professor für Kulturgeschichte an der Durham University, dass Fliegerbauer als „Held gewürdigt wurde, der den höchsten Preis für seinen Versuch gezahlt hatte, unschuldige Geiseln zu befreien“, und argumentierte, dies habe es der deutschen Öffentlichkeit erleichtert, mit dem Tod der Israelis fertig zu werden, weil klar gewesen sei, dass die Reaktion der deutschen Sicherheitskräfte inkompetent gewesen sei.

## Gedenken und Aufarbeitung

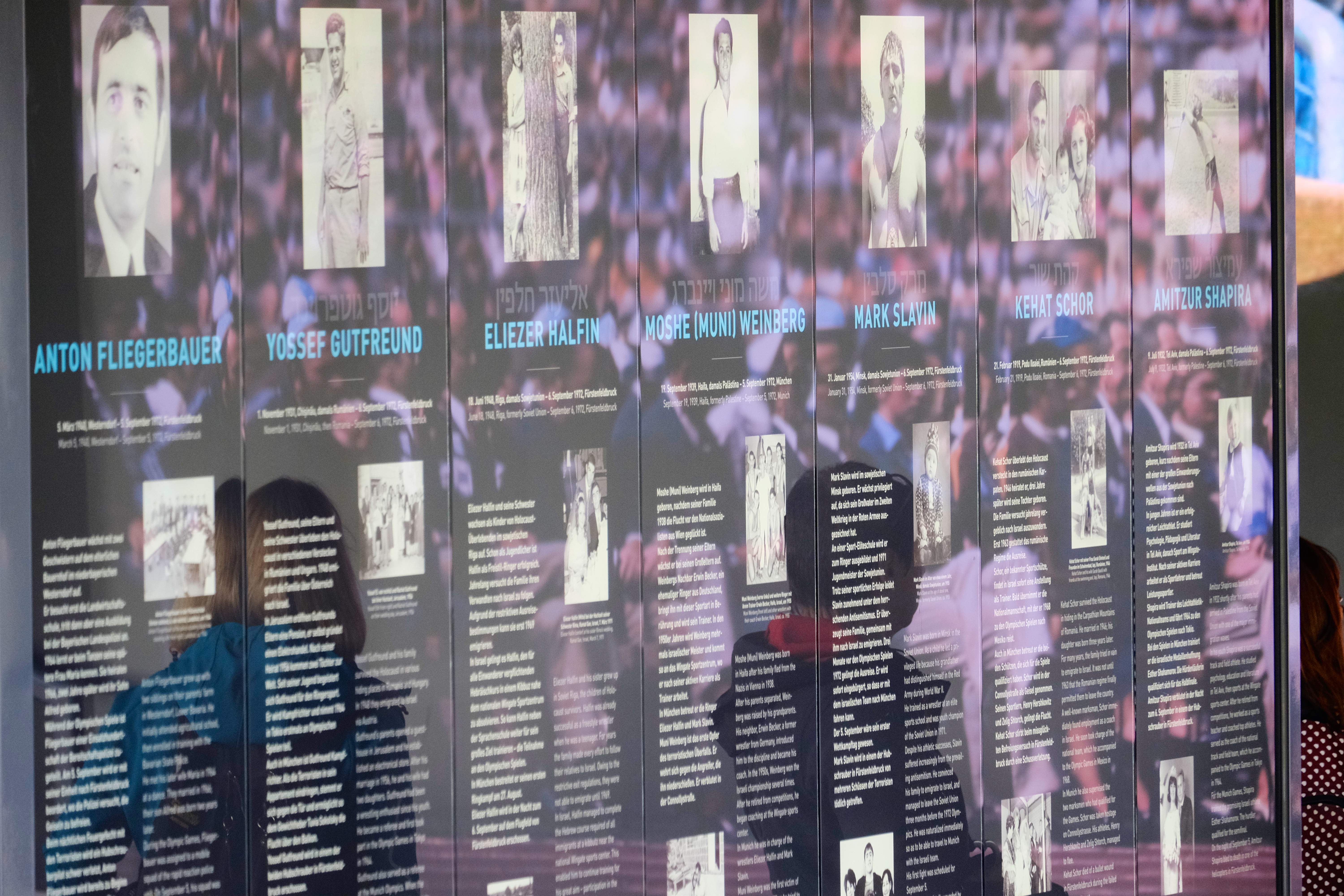
Gedenktafel im Olympiapark München

Anton Fliegerbauer wurde am 8. September, nach einer staatlichen Trauerfeier mit vielen Trauergästen, bestattet. Der Münchner Oberbürgermeister Georg Kronawitter und der bayerische Ministerpräsident Alfons Goppel legten im Auftrag von Bundeskanzler Willy Brandt und Bundespräsident Gustav Heinemann Kränze nieder.
In einem Gedenkgottesdienst auf dem Flugplatz Fürstenfeldbruck im Jahr 2012 zum 40. Jahrestag des Münchner Olympia-Attentats wurde neben den elf von den Terroristen ermordeten Mitgliedern der israelischen Olympiamannschaft auch Anton Fliegerbauers gedacht.
Im Jahr 2016 wurde bei den  Olympischen Sommerspielen in Rio de Janeiro Anton Fliegerbauers gedacht.
Das Denkmal für die Opfer des Olympiaattentats 1972, eine Skulptur des deutschen Bildhauers Fritz Koenig, trägt den Titel Klagebalken und wurde 1995 am Olympiastadion in München aufgestellt.
In der Gedenkstätte Erinnerungsort Olympia-Attentat, die im Jahr 2017 im Olympiapark München errichtet wurde, steht geschrieben: „Die Polizei ist bei diesem Versuch gescheitert, und die Operation endete in einer Katastrophe. Alle Geiseln und der deutsche Polizist Anton Fliegerbauer sowie fünf der Terroristen starben.“
Bei der Gedenkfeier am 5. September 2022 bat Bundespräsident Steinmeier die Angehörigen der Opfer um Vergebung für das Versagen der deutschen Sicherheitskräfte und die schäbige Behandlung der Angehörigen der Opfer in den Jahrzehnten danach. Kurz zuvor war es zur Zusage einer Entschädigung von 28 Millionen Euro gekommen. Ankie Spitzer hatte als Sprecherin der Angehörigen diese Entschädigung, die auch ein Schuldeingeständnis ist, in Verhandlungen erreicht. Insgesamt 4,2 Millionen Euro waren 1972 und 2002 als humanitäre Hilfe deklariert, gezahlt worden. Die Anton Fliegerbauer Kinderstiftung, mit der vor allem Kinder und Jugendliche in Not unterstützt werden sollen, wird entsprechend wohl mit 2 Millionen Euro ausgestattet werden.
Für die internationalen Historikerkommission, die im Mai 2023 ihre Arbeit aufgenommen hat, hat der Bundestag drei Millionen Euro genehmigt. Der Abschlussbericht soll 2026 vorgelegt werden.
Der Erfolg der Kommission wird auch davon abhängen, ob sie alle relevanten Akten in den beteiligten Ländern einsehen kann. Die Verhandlerin Ankie Spitzer hatte keinen Zugang zu den Ermittlungsakten erhalten und wurde über deren Existenz belogen.

### Stiftung
Die Anton-Fliegerbauer-Stiftung wurde von der Familie, vor allem von Fliegerbauers Sohn Alfred, mit dem Bund, dem Freistaat Bayern und der Landeshauptstadt München 2023 initiiert und am 10. Juli 2024 gegründet. Sie soll sich für interkulturelle Annäherung und Zivilcourage bei Kindern und Jugendlichen einsetzen. Zudem werde man traumatisierte Kinder unterstützen. Mit seiner Arbeit möchte Alfred Fliegerbauer, der 1972 vier Jahre alt war, „dem Vater näher kommen, den ich nur aus Erzählungen kenne“. Der Stadtrat München beschloss Ende 2023, 750.000 Euro in das Stiftungsvermögen einzuzahlen. Der Ministerrat der Landesregierung Bayern hatte im Juli 2023 beschlossen, 750.000 Euro in die Stiftung zu spenden. Der Bund will weitere 500.000 Euro zur Verfügung stellen. Das Stiftungsvermögen soll rund 2 Millionen Euro betragen.